# Louis Samain

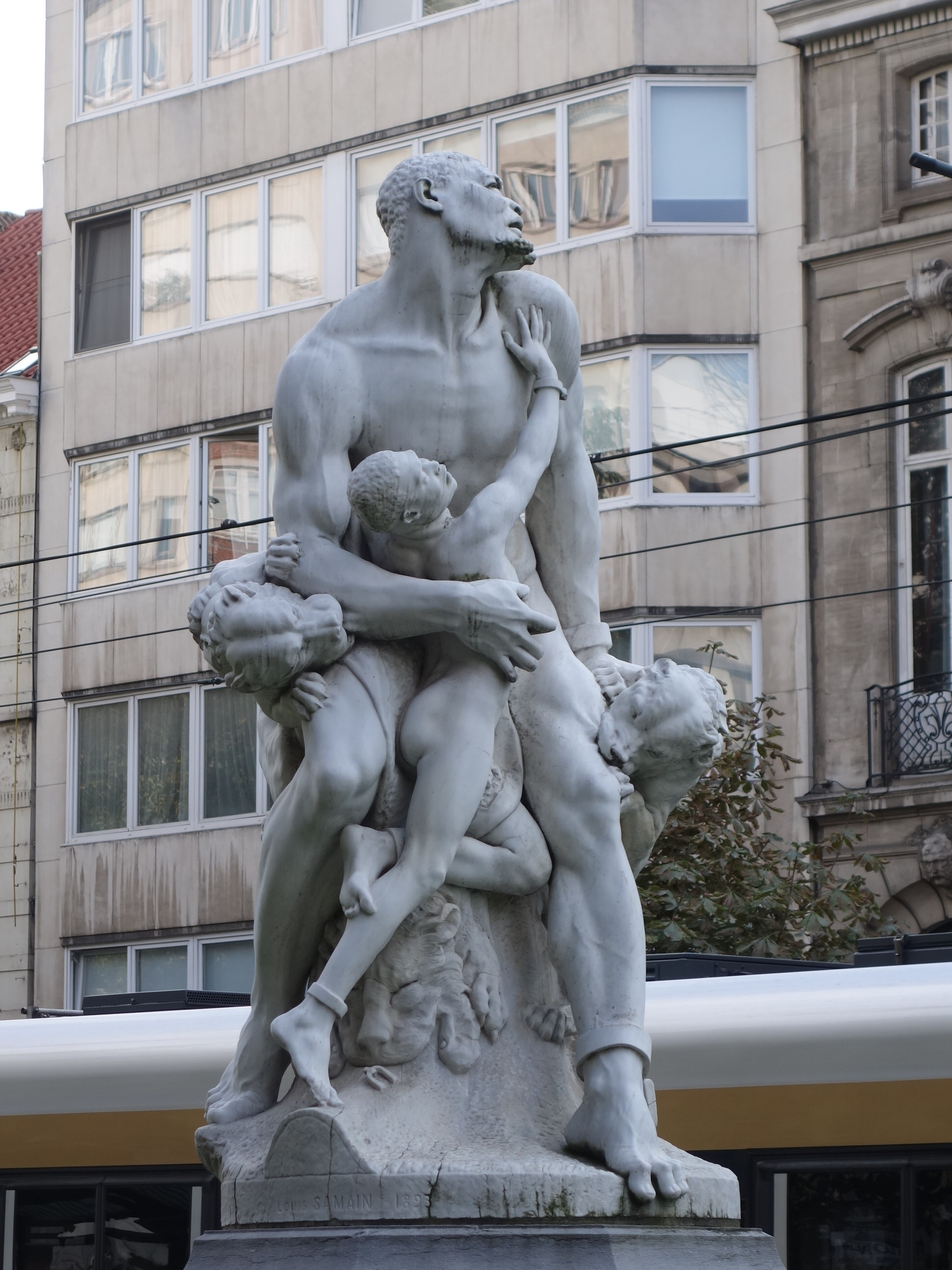
Weggelopen negerslaven verrast door honden (1895). Het tafereel, een zwarte slaaf met zijn kind worden aangevallen door twee waakhonden, is geïnspireerd door de De hut van oom Tom.

Louis Samain (Nijvel, 4 juli 1834 - Elsene, 24 oktober 1901) was een Belgisch beeldhouwer.
Samain studeerde aan de Brusselse Kunstacademie onder Louis Simonis. In 1864 kreeg hij een eervolle vermelding bij het concours van de Prix de Rome. In 1889 won hij de gouden medaille op de Wereldtentoonstelling van 1889 in Parijs. Enkele jaren later werd zijn werk er getoond bij de Société des Artistes Français.

## Werk (selectie)
- Architecture, op de gevel van de KMSKB
- Aarde en Water, op de Centrale Hallen (vernield in 1956)
- Italiaanse Kunsten en Spaanse Kunsten, in de tuinen van de KMSKB
- Jan van Ruysbroeck (buste)
- Arbeidsmonument, gemaakt voor het voormalige Zuidstation, nu in Nijvel
- Weggelopen negerslaven verrast door honden, in de Louizalaan
- Themis, op het gerechtsgebouw van Dinant
- Johannes Tinctoris, in Nijvel